# شوب‌کلا
شوب‌کلا ، روستایی است از توابع بخش بندپی غربی شهرستان بابل در استان مازندران ایران.
شوب‏‌کلا، ده (جمعیت در 139۵ش 1۵90 تن)، از دهستان شهیدآباد در بخش بندپی غربی شهرستان بابل. این روستا در °3۶ و ´2۶ عرض شمالی و °۵2 و ´3۵ طول شرقی به فاصلۀ هجده کیلومتری جنوب باختری مرکز شهر بابل و در بلندای 23 متری از سطح دریاهای آزاد نهاده است. شوب‏‌کلا روستای ورودی به بخش بندپی غربی است. فاصله ی آن تا مرکز بخش یعنی شهر خشرودپی ۷ کیلومتر می باشد . این روستا در شمالی ترین نقطه ی بخش، واقع گردیده است که از شمال به روستای شاسیبکلا و عالی زمین(تابع بابل)،از جنوب به روستای صلحدار کلا و باییکلا، از شرق به روستاهای معلم کلا و کلاگرسرا و قمی کلا و از غرب به روستاهای درزیکلا آقا شفیع و اله چال محصور می باشد. این روستا از روستاهای دهستان ساسی کلوم از توابع بخش مرکزی بابل بوده است ولی در تقسیمات دهه 60به بعد به دهستان شهیدآباد بندپی غربی اضافه شد و به جای آن روستای آهنگرکلای بزرگ از بخش بندپی شرقی منفک و به بخش مرکزی بابل اضافه شد. علت این جابه جایی مربوط می شد به انتخابات مجلس شورای اسلامی؛ در آن زمان شهرستان بابلسر با ترکیب بخش های بندپی غربی و شرقی یک نماینده در مجلس داشتند و شهرستان بابل بدون بخش های بندپی غربی و شرقی یک نماینده. با توافقی که بین نمایندگان مستقر با هم صورت گرفته بود و با توجه به اقبال مردم این دو روستا به هریک از آن دو نماینده این جابه جایی صورت گرفت. هم اکنون شوبکلا سومین محله پر جمعّیت بخش بندپی غربی است. این محله شامل دو قسمت پایین محله و بالا محله است که قسمت پایین محله جمعّیت بیشتری را در خود جای داده است.رودخانۀ کِلرو/ کلارود از خاور و رودخانه فصلی چشمه رود که منشا آن از روستای مجاور(صلحدرکلا) می باشد، از مرکز این روستا می‏‌گذرد. مردم روستا کشاورزی و باغداری می‏‌کنند و فرآورده‏‌های آن‏‌ها برنج، مرکبات و تره‏‌بار است. شوب‏‌کلا آب‏‌بندان*، دبستان، کتابخانۀ عمومی، درمانگاه، مسجد و تکیه دارد. سقانفار* شوب‏‌کلا که در سدۀ سیزدهم هجری ساخته شده با شمارۀ 220۴0 در 138۶ش به ثبت ملی رسیده است. نام روستا از نام خاندان شوب گرفته شده است. در باره ریشه واژه " شوب" باید گفت در ترجمه کتاب تاریخ طبری، ابوعلی بلعمی فصولی را بدان افزوده است و می گوید که این بخش ها را از کتاب اخبار ملوک عجم نقل می کند. از جمله این افزوده ها یکی حکایت بهرام چوبین است که بر ری و جبال و طبرستان حکومت داشت. بلعمی در باره نام او می گوید (که او را بهرام چوبین خواندندی و گروهی گفتند او را " شوبین " خواندندی. و محمدبن جریر طبری حدیث بهرام شوبین تمام نگفته است و من به کتاب اخبار ملوک عجم تمام یافتم و بگویم.) اگر از آن چه که بلعمی در علت ملقب شدن بهرام به شوبین می گوید بگذریم؛ سه نکته قابل توجه است. اول آن که بهرام شوبین بر طبرستان حکومت می کرد و دو دیگر آن که شوبین نشانه شناسایی او و تفاوتش از دیگر بهرام ها مثل بهرام گور وبهرام سیاووشان و هم پدرش که نامش بهرام بوده است می باشد و البته بهرام های دیگر. نتیجه آن که بعید نیست که پس از او نشانه شوبین و بعدها شوبی و یا شوب در ادامه نام بازماندگان او برای انتساب و شناسایی باقی مانده باشد و خاندان شوب و شوبی از بازماندگان بهرام شوبین در طبرستان باشند و نکته سوم سپاهی بودن و نظامی گری و فرماندهی جنگی اوست که در خاندان شوب ادامه داشته است. بعدها خاندان شوب ساکن بارفروش و بندپی در سده‏‌های دهم و یازدهم هجری. بوده اند از بزرگان این خاندان به ارجاسب شوب، گته کیا شوب، ذوالفقار شوب، شیرزاد شوب، بدرالدین شوب و اردشیر شوب می‏‌توان اشاره کرد. ارجاسب شوب از همراهان سیاوش خطیر در رویارویی با محمد روزافزون بود و در این راه به خدمت میرعبدالله مرعشی (939- 9۶9ق)، از حاکمان مرعشی مازندران، درآمد. گته کیا شوب در ایام حکومت میرسلطان‏‌مراد یکم مرعشی (9۶9- 98۴ ق) سر به مخالفت برداشت. وی در خلال این جنگ‏‌ها کشته شد. ذوالفقار شوب در دستگیری سیدمرتضی حسام، از سادات کوسه، که غضنفر ابتر و میرزای رئیس را کشته بود، نقش داشت. وی به هنگام تحصن میرزاخان مرعشی (98۴- 98۶ق) در دژ فیروزجاه در این دژ حضور داشت. او بعدها در دفاع از بیجن رئیس، از بزرگان خاندان رئیس لپور، که از سوی میرحسین‏‌خان مرعشی در پیگرد بود، در منطقۀ بندپی کشته شد. شیرزاد شوب و بدرالدین شوب نیز در خدمت میرشاه‏‌میر، حاکم مرعشی مازندران، بودند وقتی ملک سلطان محمد، حاکم کجور، به مازندران حمله کرد، دوازده نفر از اعضای این خاندان به دیدارش رفتند، اما وی همۀ آنان را کشت. این نکته در این جا شایان یادآوری است که ۳۰ مرداد روز ثبت نام خانوادگی در ایران است. ۳۰ مرداد ۱۳۱۳ ثبت نام‌خانوادگی در ایران اجباری شد. در این دوره بیشتر نام‌های خانوادگی بر اساس مکان زندگی، حرفه، ویژگی فیزیکی یا شهرت سرپرست خانواده انتخاب می‌شد بعضی از نام هاي خانوادگی بر پایه وابستگی قومی و قبیله ای انتخاب می شد. در دوره پهلوی اول ظاهرا برای آن که اقوام بزرگ مثل قاجار نتوانند بر اساس پیوند قومیتی اتحادی تشکیل دهند، برای آن ها خانوادگی های مختلف ساختند. در پهلوی دوم به دنبال تغییر نام خانوادگی خاندان های کوچکتری که دارای پیوند و فعالیت های نظامی و سیاسی تاریخی بودند رفتند و آن فامیلی ها را تغییر دادند. این شگرد و روش مهمی بود در جهت مدرنیزه شدن ایران قبیله محور. نام خانوادگی شوبیان از جمله این خانوادگی ها بود. نام خانوادگی در شناسنامه پدربزرگ و بستگان آن ها که در پهلوی اول شناسنامه گرفته بودند، شوبیان بود؛ با تکیه بر قوم و قبیله شوب. در دوره پهلوی دوم نام خانوادگی همه فرزندان و فرزندزادگان این خاندان بدون دخالت و نظر ویا درخواست خودشان به شوبکلایی منتسب به روستای شوبکلا تغيير کرد.هم اکنون خانواده هایی از خاندان شوب با نام خانوادگی شناسنامه ای شوبکلایی (شوبیان) در این روستا سکونت دارند. از این خاندان حسین علی شوبکلایی(شوبیان) و داوود شوبکلایی(شوبیان) در جنگ ایران و عراق به شهادت رسیدند. خانواده هایی از خاندان شوب در حوالی گتاب ساکن شدند و روستای شوب محله را ایجاد کردند. گروهی از خاندان شوب به منطقهء بابلکنار رفتند و روستای "یک شوب" را در نزدیکی درازکلا و انجیل سی ایجاد کردند.هم چنین در روستای گونه کلای بابلکنار در کنار روستاهای شیردارکلا و سیدکلا خانواده‌هایی از خاندان شوب با نام خانوادگی شوبی زندگی می‌کنند که چند خانواده از این گروه به شهر شیرگاه کوچ کردند و هم‌اکنون نواده‌های آن‌ها در شیرگاه سکونت دارند. در روستای شوبکلا مهاجرینی از خاندان‌های پازوکی و آهنگر و مشایی و قاسمی و فتحی ساکنند.
‏منابع:‌ اطلس کتابخانه‏‌های مازندران، 218؛ بندپی سرزمین، تاریخ، فرهنگ، 2۶؛ فرهنگ آبادی‏‌ها و مکان‏‌های مذهبی کشور، 3۴۵؛ فرهنگ جغرافیایی آبای‏‌های کشور جمهوری اسلامی ایران، ساری، 28/33۴- 33۵؛ فرهنگ جغرافیایی رودهای کشور، 2/23۴؛ فهرست آثار ملی ایران؛ مرکز آمار ایران؛ بندپی (سرزمین، تاریخ، فرهنگ)، ۶1۴؛ تاریخ خاندان مرعشی، 113، 11۵- 11۶، 13۵، 1۶8، 20۴، 2۴9، 293، 31۵، 38۴، دانشنامه مازندران.
تاریخ بلعمی (ترجمه تاریخ طبری) نوشتار و تحقیق از: دکتر علی اکبر شوبکلایی

## مشاهیر
- عیسی رمضانی: اسطوره کشتی لوچو مازندران، دارنده چندین مدال طلا کشتی پیشکسوتان جهان.

جهان پهلوان مصطفی رمضانی
یکی از بزرگ ترین کشتی گیران لوچو، دارنده چندین مدال طلای جهانی پیشکسوتان جهان.
• آذین معصومی : از نقاشان و تصویر پردازان نامدار در عرصه جهانی می‌باشد.
- کیوان قنبزاده: دارنده چندین مدال کشوری و جهانی و رکورد دار پرش ارتفاع ایران (ملقب به عقاب ایران).

شهید اسماعیل فرنیا؛ فرمانده پایگاه مقاومت روستای شوبکلا؛ معلم و فرمانده جنگ تحمیلی